# Onychocamptus krusensterni
Onychocamptus krusensterni är en kräftdjursart som beskrevs av Schizas och John F. Shirley 1994. Onychocamptus krusensterni ingår i släktet Onychocamptus och familjen Laophontidae. Inga underarter finns listade i Catalogue of Life.